# Barry Ward
Barry Ward es un actor irlandés. Comenzó su carrera como actor infantil en las series Family (1994) y Plotlands (1997) de RTÉ / BBC, y en la película Sunburn (1999). Desde entonces, sus películas incluyen Jimmy's Hall, Blood Cells (ambas de 2014), Extra Ordinary (2019) y Dating Amber (2020), la última de las cuales le valió un IFTA.
En televisión, es conocido por sus papeles en las series de RTÉ Rebellion (2016) y Taken Down (2018), la serie de Sky Atlantic Britannia (2017-2019) y Save Me (2018-2020), y la serie de BBC The Capture (2019).

## Primeros años y educación
Ward creció en Blanchardstown, un suburbio del noroeste de Dublín. Fue a la escuela en el St. Declan's College de Cabra. Estudió Inglés y Filosofía en NUI Maynooth.

## Carrera
Ward hizo su debut televisivo como actor infantil interpretando a John Paul Spencer en la miniserie Family de BBC One y RTÉ One de 1994. Hizo su debut teatral al año siguiente en Buddleia en el Festival de Teatro de Dublín y en el Donmar Warehouse de Londres. Regresó a la televisión en el drama de época de 1997 Plotlands como Fionn Mulligan, también en BBC One. Hizo su debut cinematográfico en Soft Sand, Blue Sea, de Pip Broughton, en 1998. Luego protagonizó junto a Cillian Murphy y Paloma Baeza la película de comedia dramática Sunburn en 1999.
En 2014, Ward interpretó al titular James Gralton en la película biográfica de Ken Loach Jimmy's Hall, que se estrenó en el 67.º Festival de Cine de Cannes, y a Adam en la película dramática de Luke Seomore y Joseph Bull Blood Cells, que se estrenó en el 71.º Festival Internacional de Cine de Venecia. También apareció en la película Shooting for Socrates y luego protagonizó la película de suspenso y crimen de 2015 Pursuit.
En 2016, Ward tuvo papeles como Arthur Mahon en la miniserie de drama histórico de RTÉ Rebellion y el Dr. Patrick Spencer en la tercera serie del drama criminal de BBC Two The Fall. Interpretó al político del DUP Ian Paisley Jr en The Journey de Nick Hamm y apareció en la película de ciencia ficción Realive de Mateo Gil. Al año siguiente, protagonizó la película Maze y como Sawyer la primera serie de la serie Britannia de Sky Atlantic. Repetiría su papel de Sawyer en la segunda y tercera temporada de Britannia como invitado. También tuvo un pequeño papel en la comedia dramática de Channel 4 The End of the F***ing World como Leslie.
A esto le siguió un papel principal como Matt en el drama criminal de RTÉ Two Taken Down y un papel recurrente como Barry McGory en el drama de Sky Atlantic Save Me. Interpretó a Charlie Hall en la primera serie del thriller de BBC One The Capture en 2019 y protagonizó la película de comedia de terror Extra Ordinary. Por su actuación en la película de 2020 Dating Amber, Ward ganó el premio IFTA al mejor actor de reparto. También en 2020, interpretó al DI Steve McCusker en la miniserie Des de ITV y a Mike Walker en la serie White Lines de Netflix. Interpretó a Thomas Cromwell en Anne Boleyn en Channel 5 en el 2021.

## Vida personal
Ward vive en el este de Londres con su pareja Laura Kavanagh, que trabaja en el cine, y su hijo Tom.

## Filmografía

### Película
| Año  | Título                 | Papel           | Notas        |
| ---- | ---------------------- | --------------- | ------------ |
| 1998 | Soft Sand, Blue Sea    | Trevor          |              |
| 1998 | Lipservice             | Darren O Murchu | Cortometraje |
| 1999 | Sunburn                | Robert Fiske    |              |
| 1999 | Dilemmas               |                 | Cortometraje |
| 2000 | The Claim              | Dillon joven    |              |
| 2001 | Watchmen               | Ray             | Cortometraje |
| 2008 | Danger High Voltage    | Mick            | Cortometraje |
| 2010 | The Tenement Ghost     | The Groom       |              |
| 2011 | The Opening            | Mick            | Cortometraje |
| 2012 | Songs for Amy          | Rory Jarvis     |              |
| 2013 | The Fallen             | Anthony         | Cortometraje |
| 2014 | Jimmy's Hall           | James Gralton   |              |
| 2014 | Shooting for Socrates  | Jimmy Quinn     |              |
| 2014 | Bypass                 | Nuevo proveedor |              |
| 2014 | Blood Cells            | Adam            |              |
| 2015 | L'accabadora           | Albert          |              |
| 2015 | The Survivalist        | Forager         |              |
| 2015 | Pursuit                | Diarmuid        |              |
| 2015 | Insulin                | El farmacéutico | Cortometraje |
| 2016 | The Truth Commissioner | Michael Madden  |              |
| 2016 | Proyecto Lázaro        | Dr. West        |              |
| 2016 | The Journey            | Ian Paisley Jr. |              |
| 2017 | My Father, My Blood    | Cillian         | Cortometraje |
| 2017 | Maze                   | Gordon Close    |              |
| 2017 | Take Me Swimming       | Thady           | Cortometraje |
| 2018 | Time Traveller         | John Paul       | Cortometraje |
| 2019 | Extra Ordinary         | Martin Martin   |              |
| 2019 | The Yearning           | Mick            | Cortometraje |
| 2019 | Lily Meets Charlie     | Charlie         | Cortometraje |
| 2019 | Taxi                   | Henry           | Cortometraje |
| 2020 | Dating Amber           | Ian             |              |
| 2022 | The Ulysses Project    | Leopold Bloom   |              |
| 2022 | Burial                 | Tor Oleynik     |              |

### Televisión
| Año       | Título                       | Papel               | Notas                                       |
| --------- | ---------------------------- | ------------------- | ------------------------------------------- |
| 1994      | Family                       | John Paul Spencer   | Miniserie; protagonista                     |
| 1997      | Plotlands                    | Fionn Mulligan      | Miniserie; protagonista                     |
| 2005      | ShakespeaRe-Told: Macbeth    | Roddy               | Película de televisión                      |
| 2007      | Silent Witness               | Ashley Harris       | 2 episodios                                 |
| 2008      | The Bill                     | Jez Jenkins         | Episodio: "Shadow Stalker"                  |
| 2008      | City of Vice                 | Patrick Jones       | Miniserie; 1 episodio                       |
| 2009      | Psych Ward                   | Jimmy Murphy        | Protagonista                                |
| 2013      | Coming Up                    | Slick Rick          | Episodio: "Call it a Night"                 |
| 2016      | Rebellion                    | Arthur Mahon        | Protagonista; miniserie (4 episodios)       |
| 2016      | The Fall                     | Dr. Patrick Spencer | 4 episodios                                 |
| 2017      | The End of the F***ing World | Leslie              | 2 episodios                                 |
| 2017–2019 | Britannia                    | Sawyer              | Protagonista, serie 1; invitado, series 2–3 |
| 2018      | Taken Down                   | Matt                | Protagonista                                |
| 2018–2020 | Save Me                      | Barry McGory        | 9 episodios                                 |
| 2019      | Gomorra                      | Patrick             | 1 episodio                                  |
| 2019      | The Capture                  | Charlie Hall        | 6 episodios                                 |
| 2020–2021 | Feel Good                    | Arnie Rivers        | 2 episodios                                 |
| 2020      | White Lines                  | Mike Walker         | 7 episodios                                 |
| 2020      | Des                          | DI Steve McCusker   | Miniserie; 3 episodios                      |
| 2021      | Anne Boleyn                  | Thomas Cromwell     | Miniserie; 3 episodios                      |
| 2022      | Pistol                       | Papá de Juan        | Episodio: "Track 5: Nancy and Sid"          |
| 2022      | Bad Sisters                  | Ferghal             | 4 episodios                                 |
| 2023      | Clean Sweep                  | Jason Mohan         |                                             |